# Time base corrector
Il time base corrector, più noto con la sigla TBC, è un dispositivo che elimina gli errori di lettura presenti su dispositivi di registrazione analogica, dovuti alle instabilità meccaniche. È utilizzato soprattutto nel campo della videoregistrazione su nastro magnetico, e opera inserendo un ritardo variabile nel flusso video riletto, ritardo corretto in tempo reale in modo che il video risultante abbia le temporizzazioni stabilizzate.
Nel campo professionale, i videoregistratori sono sempre asserviti da TBC, sincronizzati dal segnale di genlock. Il TBC è indispensabile per poter utilizzare il video riprodotto in un mixer video, non solo per la stabilizzazione del segnale ma anche per la regolazione delle temporizzazioni del segnale.

## Errori di lettura
I registratori audio a bobina aperta non presentano di norma alterazioni timbriche dovute a scarti di velocità, e non richiedono quindi correzioni della base temporale. Le tecniche di videoregistrazione, viceversa, sono molto più esposte a problemi di natura meccanica, per via delle alte velocità delle testine rotanti e della natura stessa del segnale video, composto da più componenti in correlazione tra di loro e con una larghezza di banda molto maggiore.
In particolare, l'informazione di colore è codificata in PAL o NTSC modulata in fase rispetto alla frequenza della sottoportante, ed è quindi estremamente sensibile a errori temporali di lettura.
Inoltre, a differenza dei segnali audio, i segnali video non possono essere combinati in un mixer se non sono temporizzati correttamente.
Per una lettura corretta affidata interamente alla meccanica, è necessario che il meccanismo di trascinamento del nastro e il tamburo portatestine ruotino ad una velocità assolutamente costante, di moto rettilineo ed uniforme, oppure assolutamente identica nelle variazioni di velocità sia in registrazione che nella successiva lettura.
Dal momento che le leggi della fisica non permettono di realizzare un meccanismo simile, ci saranno sempre degli errori temporali sia in registrazione che in lettura, dovuti a inerzia del nastro, scarti di velocità del capstan e del tamburo portatestine. L'uso di una control track è in grado di risolvere in gran parte questi problemi (è sufficiente sugli apparecchi di classe domestica) ma non è tuttavia sufficiente per una soluzione ottimale in campo professionale.

## Metodi di correzione

### TBC
Un TBC vero e proprio è in pratica una memoria di transito che memorizza il flusso video in ingresso e lo rilegge dopo un certo intervallo di tempo secondo una base temporale corretta. L'intervallo di tempo è variabile a seconda del livello qualitativo del TBC ed è chiamato anche finestra di correzione: tipicamente, è di ±16 o 32 righe televisive.
A seconda del tipo di videoregistratore, il TBC può essere interno o esterno. Le macchine da 2 pollici e da 1 pollice usavano TBC esterni, mentre nei videoregistratori più moderni, come i Betacam, l'adozione di TBC integrati nella macchina è generalizzata. Una circuitazione di tal genere venne inserita anche nei videoregistratori domestici di prezzo più elevato, come i modelli Panasonic, con sistema S-VHS e S-VHS-C, NV-V6000, NV-V8000, NV-V10000 e Grundig GV 280S VPT.
La correzione della base dei tempi prevede di allineare il segnale riprodotto a un campione di riferimento, che può essere generato da un oscillatore locale o da una sorgente esterna. In questo secondo caso, sia i TBC esterni che quelli interni lavorano in base allo stesso principio. Il TBC viene sincronizzato da un segnale di genlock e invia al videoregistratore un segnale detto advanced sync che è anticipato rispetto al genlock del numero di righe pari alla finestra di correzione. Oltre alla correzione della base tempi, il TBC permette anche la regolazioni dei livelli di luminanza, crominanza e nero, e la regolazione della fase colore rispetto al genlock.
Un'ulteriore funzione svolta dal TBC è quella di compensazione dei drop out, errori di lettura causati da mancanza temporanea del segnale sul nastro. Un drop out è visibile come un tratto bianco sulla linea televisiva, ma il TBC lo può compensare sostituendolo con un grigio medio, meno visibile, o anche interpolando il segnale dalle righe adiacenti.

### Memorie di quadro
Una variante rispetto al TBC è la memoria di quadro, impiegata per memorizzare fotogrammi fissi e anche per sincronizzare flussi video provenienti da dispositivi che non è possibile agganciare con l'advanced sync. È il caso per esempio di segnali provenienti da ponti radio, satelliti o fibre ottiche, oppure da camcorder amatoriali che non sono sincronizzabili da un segnale esterno.
Le memorie di quadro sono molto diffuse e installate in buon numero in tutti gli ambienti televisivi di interscambio segnali. Di solito sono installate nella centrale e ingressi e uscite fanno capo a una matrice video. I segnali sincronizzati sono così resi disponibili a ogni singola utenza.